# Herrera de Pisuerga
Herrera de Pisuerga ist eine Kleinstadt 25 Kilometer nördlich des Jakobsweges in der Provinz Palencia der Autonomen Gemeinschaft Kastilien-León. Sie liegt am Ufer des Río Burejo kurz vor seiner Einmündung in den Río Pisuerga und beherbergt Reste einer römischen Befestigung.

## Geschichte
Die Ursprünge Herreras führen auf die römische Garnison Pisoraca zurück. Die Garnison war zur Zeit des Augustus zwischen 20 vor und 40 nach Christi Geburt Basis der Legio IIII Macedonica bei der Unterwerfung der Kantabrer im Kantabrischen Krieg. Später war der Ort, wie Ausgrabungen belegen, eine Siedlung der Westgoten.
Im 14. Jahrhundert erwarb König Alfons XI. von Kastilien Herrera für 180.000 Maravedís und förderte den Wiederaufbau und die Neubesiedlung des Ortes. Später übertrug König Johann I. von Kastilien die Herrschaft über den Ort an die Herzöge von Frías, zu deren Herrschaft der Ort bis ins 19. Jahrhundert gehörte. Unter ihrer Herrschaft kam es im 15. Jahrhundert zur Gründung eines Franziskanerklosters.
In den Jahren 1517 und 1522 kam Kaiser Karl V zweimal durch Herrera. Am Ende des 18. Jahrhunderts begann der Bau des Canal de Castilla, die wirtschaftliche Nutzung wurde jedoch zunächst die Besetzung Spaniens durch Frankreich zu Beginn des 19. Jahrhunderts unterbunden. Infolge der Säkularisation kam es nach 1836 zur Auflösung des Klosters und in der Mitte des Jahrhunderts begann ein bescheidener wirtschaftlicher Aufschwung durch Ansiedlung einiger Margarinefabriken und den Getreidehandel. Die Eisenbahn erreichte den Ort 1862 und María Cristina, Regentin von Spanien verlieh Herrera im Jahre 1902 die Stadtrechte.
Das vier Kilometer östlich an der CL-627 liegende Aeródromo diente während des Spanischen Bürgerkrieges zeitweise, insbesondere während des Krieges im Norden, Teilen der Jagd- und der Kampfgruppe 88 der deutschen Legion Condor als Feldflugplatz. Auf dem Gebiet der wenige Kilometer südwestlich gelegenen Gemeinde Calahorra de Boedo gab es ein weiteres Flugfeld.

## Sehenswürdigkeiten
Bis heute erhalten sind einige Reste der Befestigung der Römer inklusive eines Interpretationszentrums, ein Stadttor sowie einige mit Familienwappen verzierte Stadtpalais, unter anderem der Familie Lara. Jüngeren Datums ist ein Vogelpark.